# Brasa media
Brasa media är en insektsart som beskrevs av Nielson och Freytag 1998. Brasa media ingår i släktet Brasa och familjen dvärgstritar. Inga underarter finns listade i Catalogue of Life.